# Red Pepper (téléfilm)
Pour les articles homonymes, voir Red Pepper (homonymie).
Pour plus de détails, voir Fiche technique et Distribution.
Red Pepper est un téléfilm américain réalisé par Jay Dubin et sorti en 1990.

## Fiche technique
- Titre original : Red Pepper
- Réalisation : Jay Dubin
- Scénario : Tom Gammill et Max Pross
- Photographie :
- Montage : Brian Schnuckel
- Musique : Little Richard
- Costumes :
- Décors :
- Producteur : Loucas George
  - Producteur exécutif : Leo Clarke
- Sociétés de production : Brillstein Company
- Sociétés de distribution :
- Pays d'origine :  États-Unis
- Langue originale : anglais
- Format : couleur
- Genre :
- Durée :
- Dates de sortie : 
  - États-Unis : mars 1990

## Distribution
- David Bowe : Leo
- Phil Hartman : Red Pepper
- David Letterman : lui-même
- Audrey Meadows : Ina
- Anne Ramsay